# Marynistyka

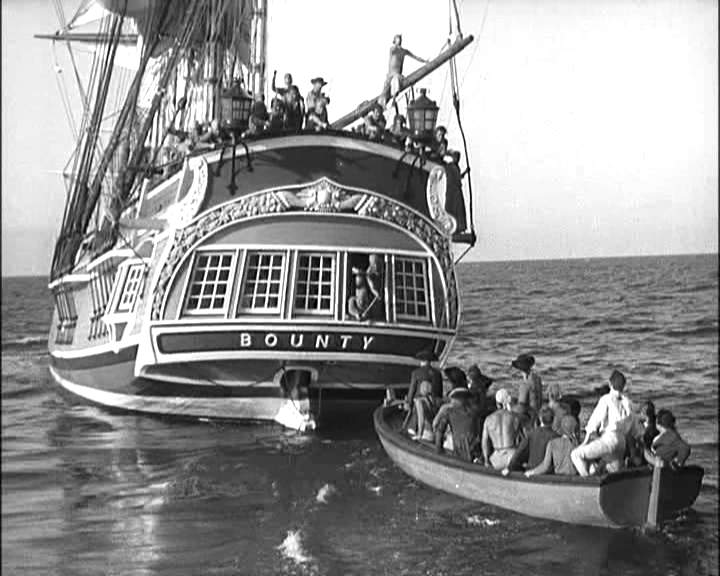
Kadr z marynistycznego filmu fabularnego Bunt na „Bounty”

Marynistyka – rodzaj twórczości (każdej), w której głównym (przewodnim) tematem jest morze i związane z nim: zjawiska (sztorm), miejsca (plaża, molo, port), sytuacje (bitwa morska, regaty żeglarskie), osoby (załoga, marynarz, żeglarz), przedmioty (żaglowiec, statek) itp. Twórca dzieł o tej tematyce zwany jest „marynistą”. Marynistami byli na przykład angielski poeta John Masefield i polsko-angielski pisarz Joseph Conrad. Masefield wydał między innymi zbiór pt. Ballady słonowodne i poemat Dauber.  
Opisy podróży morskich są bardzo stare. Występują one między innymi w Odysei Homera, Eneidzie Wergiliusza i Luzjadach Luísa de Camõesa.